# Racomitrium grimmioides
Racomitrium grimmioides är en bladmossart som beskrevs av Theodor Carl Karl Julius Herzog 1957. Racomitrium grimmioides ingår i släktet raggmossor, och familjen Grimmiaceae. Inga underarter finns listade i Catalogue of Life.